# Frank Fetter
Frank Albert Fetter (Peru, 8 marzo 1863 – 21 marzo 1949) è stato un economista statunitense, esponente della scuola austriaca.

## Infanzia ed educazione
Frank Fetter nacque a Peru, una cittadina dell'Indiana, in una famiglia quacchera, nel bel mezzo della guerra civile americana.
Fetter dimostrò le sue grandi qualità studentesche fin dall'infanzia, come dimostra l'entrata nel 1879 alla Indiana University, a soli sedici anni. Dopo pochi anni fu costretto a lasciare il college per gestire la libreria di famiglia, dopo che il padre dovette ritirarsi per cause di salute. Questa lavoro nella libreria diede l'occasione a Fetter di leggere molti trattati economici e libri che trattano questo tema, aumentando di molto la sua conoscenza. In quegli anni un libro molto importante per Fetter fu Progress and Poverty (1879) di Henry George.
Dopo otto anni Fetter decise di tornare in accademia, dove terminò finalmente il suo B.A. nel 1891. Nel 1892, Jeremiah W. Jenks, ovvero uno dei maggiori docenti di Fetter all'Indiana University, divenne docente alla Cornell University, ruolo che permise ai due maggiore collaborazione e sintonia accademica. Fetter completò nello stesso anno il suo Master of Philosophy. Jenks convinse poi Fetter a studiare sotto Johannes Conrad alla Sorbona di Parigi. Nel 1894 Fetter ottenne il suo Ph.D. alla University of Halle della città di Halle in Germania, con una tesi dove criticò le teorie economiche di Thomas Robert Malthus.

## Carriera professionale
Dopo aver ottenuto il dottorato Fetter accettò l'incarico di docente al Cornell, incarico lasciato ben presto dopo l'offerta della Indiana University. Nel 1898 la Stanford University offrì a Fetter un ruolo da docente, ruolo accettato ma lasciato dopo tre anni a causa di discussioni in merito alla libertà accademica del docente. Nel 1901, una volta lasciata la Stanford, Fetter decise di tornare al Cornell, dove rimase per dieci anni. Nel 1911 cambiò nuovamente ruolo, accettando la posizione di segretario del dipartimento interdisciplinare della Princeton University, il quale si occupava di storia, politica ed economia.
A dispetto della sua vicinanza umana e teorica a economisti austriaci illustri come Eugen von Böhm-Bawerk e Friedrich von Wieser, e il suo giudizio molto positivo sui lavori di Ludwig von Mises e Friedrich von Hayek, Fetter tendeva a utilizzare il termine Scuola psicologica americana riferendosi a se stesso, a Thorstein Veblen e a Herbert J. Davenport. Oggi il termine Scuola psicologica è diventato un sinonimo di Scuola austriaca.
Fetter fu un critico molto tenace di Franklin D. Roosevelt e del suo piano che prevedeva la cancellazione del gold standard, e, insieme ad altri economisti, cercò di evitare il passaggio al cosiddetto sistema fiat currency.

## Contributi all'economia

### Proprietà come capitale

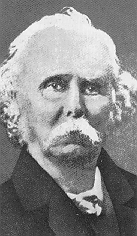
Alfred Marshall

Fetter partecipò ad un importante dibattito con l'economista inglese Alfred Marshall, il quale, nella pubblicazione del 1904 Principles of Economics, nonché in diversi articoli successivi, come quelli pubblicati in American Economic Association e in Quarterly Journal of Economics, distinse la proprietà dal capitale.

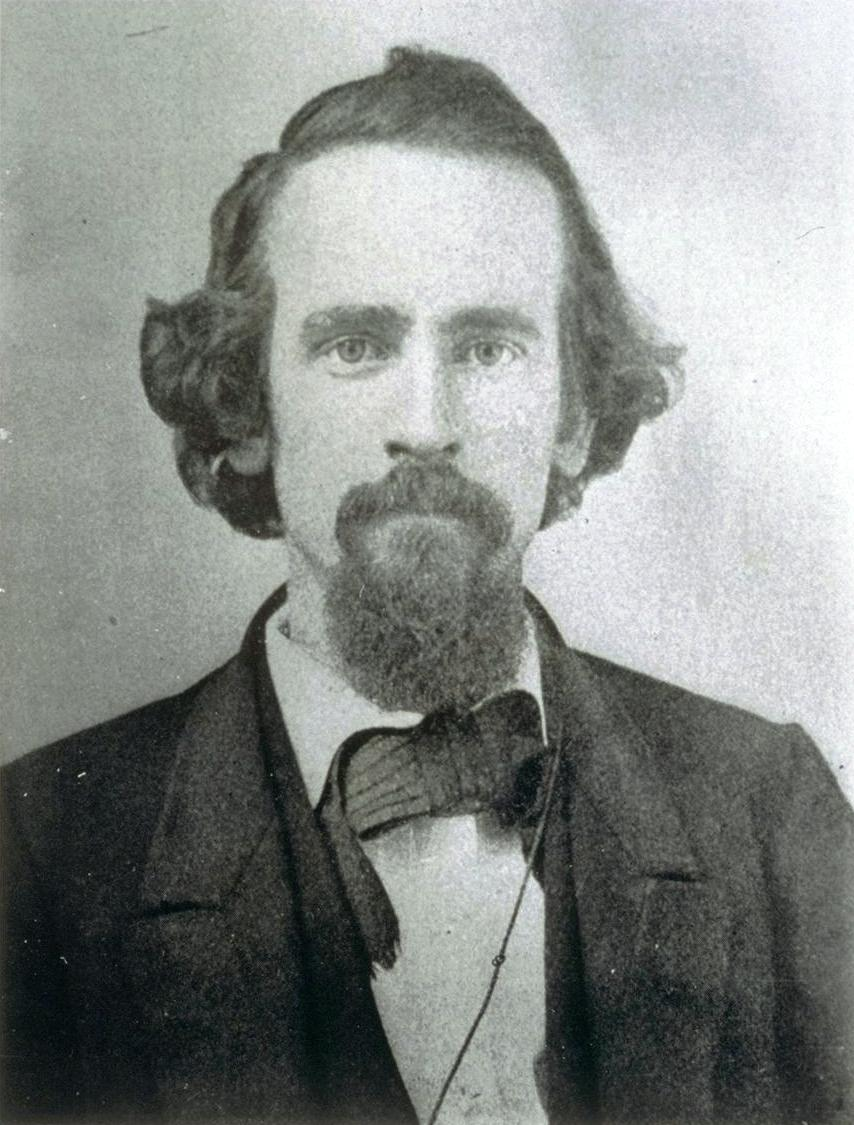
Henry George

Fetter rimase anche sulla sua posizione molto critica nei confronti dell'idea di Henry George di land value tax. Mark Blaug, un importante storico economico statunitense, ha sottolineato il ruolo fondamentale di Fetter e di J.B. Clark nell'aver fatto abbandonare alla maggioranza degli economisti l'idea di proprietà come unico mezzo di produzione, abbandono che ha causato anche una comune critica alle teorie esposte da Henry George.

### Applicazione della teoria soggettiva del valore
Fetter aderì alla teoria soggettiva del valore, ossia la teoria del valore elaborata da Carl Menger, e di conseguenza appoggiò la teoria dell'interesse e delle preferenze temporali. In accordo con Jeffrey Herbener Fetter disse che "come ogni prezzo di un bene è deciso esclusivamente dal valore soggettivo, allora il tasso di interesse è deciso esclusivamente dalle preferenze temporali".
Fetter è globalmente ritenuto, all'interno della Scuola austriaca, uno dei più importanti economisti, soprattutto dal punto di vista della teoria del valore.

### Critica alla teoria dell'interesse di Fisher
In Interest Theories, Old and New (1914) Fetter criticò le tesi che Irving Fisher pubblicò in The Rate of Interest (1907). Secondo Fetter l'errore grave commesso da Fisher sarebbe stato l'abbandono, nel calcolo del tasso d'interesse delle preferenze temporali delle parti.
La stessa posizione venne poi rimarcata da Murray N. Rothbard.

## Approvazione nel mondo accademico
Nel 1909, all'età di 46 anni, Fetter ottenne la laurea in legge ad honorem dalla Colgate University, e nel 1913 divenne presidente della American Economic Association. Ulteriori dottorati ad honorem gli vennero consegnati nel 1930 dall'Occidental College e nel 1934 dall'Indiana University. Divenne anche socio dell'American Academy of Arts and Sciences e membro dell'American Philosophical Society. Nel 1927 ha ricevuto la "Karl Menger Medal" dall'Austrian Economic Society.
Il trattato di Fetter, intitolato The Principles of Economics e pubblicato nel 1904, è stato definito come "il maggior trattato fino a quello pubblicato da Ludwig von Mises nel 1940, Nationaloekonomie". Nella prefazione, scritta da Murray Rothbard, dell'edizione del 1977 di Capital, Interest, and Rent, l'economista anarco-capitalista descrisse le teorie di Fetter come le prime teorie "austriache" ad aver influenzato fortemente il suo pensiero.
Alla morte di Fetter, avvenuta nel 1949, l'economista J. Douglas Brown scrisse un memoriale in suo onore sull'American Economic Review. Nell'apertura scrisse: "Con la scomparsa di Frank Fetter la grande compagnia degli economisti statunitensi soffre un'irreparabile perdita".

## Opere
- Versuch einer Bevolkerungslehre ausgehen von einer Kritic des Malthus'schen Bevolkerungsprincips, 1894
- The Principles of Economics, 1904
- Source Book in Economics, 1912
- Economics, Volume 1: Economic Principles, 1915
- Manual of References and Exercices in Economics for Use with, Vol. 1: Economic Principles, 1916
- Economics, Vol. 2: Modern Economic Problems, 1922
- Manual of References and Exercices in Economics for Use with, Vol. 2: Modern Economics, 1917
- Masquerade of Monopoly, 1931
- Capital, Interest and Rent: Essays in the theory of distribution, 1977